# Căpcăun
Căpcăunul este, în mitologia românească, un personaj supranatural, care apărea uneori cu două capete, alteori cu cap de câine și trup de om. Se spune că aceste ființe se pot transforma în mai multe animale (din urs în cerb ș.a.m.d.). 
Potrivit unor lingviști, căpcăun (cu varianta populară căpcân) ar avea la bază construcția „cap” + „câine” (v. și neogreacă ϰυνοϰέφαλος „cap de câine”). 
Căpcăun are însă și sensul de „căpetenie tătară” sau „turcă”, precum și sensul „păgân”. Unii lingviști consideră termenul a fi ecoul turcicului kapkan (kaphan, kapgan), care la unele popoare turcice din epoca migrațiilor (de exemplu la avari, protobulgari - kavhan - și pecenegi) era un rang nobiliar sau administrativ înalt.

## Căpcăunul în mitologia românească
Căpcăunul este prezentat ca fiind cel ce fură o prințesă, pe capul său punându-se o recompensă, este greu de învins și, de cele mai multe ori, eroii eșuează lamentabil.
În legende, căpcăunul are propriul său teren, unul fără flori sau orice fel de forme de viață și foarte întunecat, însă nelipsit de ființe macabre ce nu ezită să atace orice trecător.
Multe aspecte ale înfățișării căpcăunului nu sunt prezentate în folclorul românesc, acesta fiind de multe ori prezentat ca orice animal fioros, originile sale nefiind cunoscute, el trăind solitar fără a avea măcar alți căpcăuni drept prieteni și având un singur scop: să facă rău.